# Кременчук (корвет)
«Кременчу́к» (U156) — корвет проєкту 1241.1Т (шифр «Молнія-1», англ. Tarantul-II class за класифікацією НАТО) ракетний корвет Військово-Морських Сил України. У ВМФ СРСР носив назви «Куйбишевський комсомолець» (до 15.02.1992) і Р-63. Станом на березень 2018 знаходиться під контролем Росії в тимчасово окупованому Криму.

## Особливості проєкту
Проєкт 1241.1 — варіант ракетних катерів проєкту 1241.1, серії кораблів призначених для ураження бойових кораблів, транспортів і десантних засобів противника в морі та місцях їх базування, а також для посилення прикриття своїх кораблів і транспортів від ударів засобів повітряного нападу та атак надводних сил противника.
Проєкт 1241.1 є розвитком розробленого в 1973 році ЦКБ «Алмаз» проєкту ракетного катера 1241. Проєкт створювався під ударний комплекс з ракетами «Москіт», однак через затримку з освоєнням промисловістю ПКРК «Москіт» було прийняте рішення про початок випуску катерів під ПКРК «Терміт», які отримали шифр 1241.1Т.
Крім ударного комплексу, проєкт 1241.1Т відрізнявся від основного енергетичною установкою: через затримку з розробкою дизель-газотурбінної енергетичної установки, було прийняте рішення оснащувати катери проєкту двохвальною газо-газотурбінною ЕУ.
Всього в 1976—1986 роках було побудовано 12 катерів проєкту 1241.1Т.

## Історія корабля
Ракетний катер заводський номер 202 був закладений в на стапелі Середньо-Невського суднобудівного заводу в селищі Понтонний (Ленінград) 19 листопада 1981 року. При закладці отримав ім'я «Куйбишевський комсомолець». Спущений на воду 23 грудня 1983 року.
Після прийомо-здаточних випробувань введений в склад ВМФ СРСР 10 червня 1985 року. Включений до складу 349-го дивізіону ракетних катерів 41-ї бригади ракетних катерів Чорноморського флоту СРСР.
Після розпаду Радянського Союзу ім'я «Куйбишевський комсомолець» було анульоване і корабель отримав шифр Р-63.
З кінця 1991 по жовтень 1992 року проходив середній ремонт на 13 СРЗ ЧФ, однак на момент отримання кораблів Чорноморського флоту СРСР Військово-Морськими Силами України дістався в небоєздатному стані. Через незадовільний технічний стан до 2000 року використовувався як плавказарма.
На початку 2001 року велися переговори про придбання корабля з урядом Грузії.
Протягом 2006—2009 років кошти на ремонт корабля не виділялися — усі ресурси спрямовувалися на ремонт і відновлення технічної готовності іншого корвета такого класу — «Придніпров'я». Для ремонту цього корабля були використані навіть деякі агрегати, зняті з «Кременчука». Станом на 2011 рік корвет знаходиться у відстої в очікуванні капітального ремонту, однак через брак коштів на відновлення корабля розглядається можливість його списання.
Над кораблем шефствувало місто Кременчук. Керівництво міста надавало екіпажу корабля посильну допомогу.